# Parque Central (Caracas)
El Complejo Urbanístico Parque Central es un desarrollo habitacional, comercial, cultural, recreativo y financiero, ejecutado por el Centro Simón Bolívar y ubicado en la Urbanización El Conde de Caracas, Parroquia San Agustín del Municipio Libertador del Distrito Capital. El complejo Parque Central es una de las referencias arquitectónicas más conocidas de Caracas.

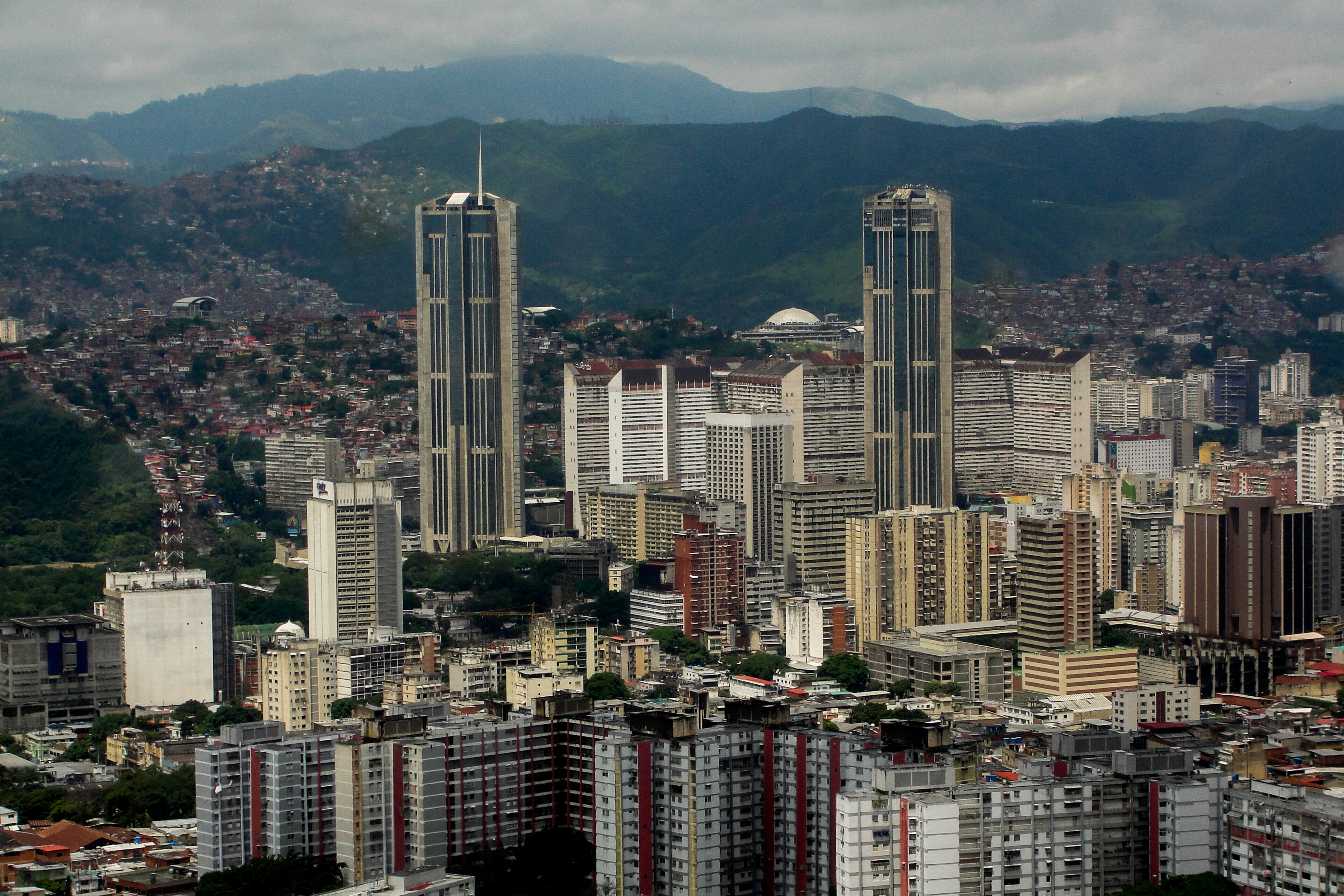
Parque Central en el centro de Caracas

Este desarrollo está ejecutado sobre diez hectáreas de terreno ubicadas entre cuatro avenidas: Bolívar, Lecuna, Sur 21 y Sur 2, del sector El Conde de la Parroquia San Agustín, en el centro de Caracas. Su historia comienza en 1969, durante la presidencia del Dr. Rafael Caldera, cuando el ingeniero y empresario Carlos Delfino, dueño de la Constructora Delpre, C.A., le presenta al Presidente del Centro Simón Bolívar, para ese entonces, el ingeniero Gustavo Rodríguez Amengual, un proyecto original de la firma Siso, Shaw y Asociados, S.A, que más tarde se dio a conocer como "el desarrollo urbano más imponente de América Latina". Para el momento de su construcción, el Conjunto Parque Central fue concebido como un proyecto de renovación integral, tomando en cuenta la planificación urbana contenida en el Plan Rotival de 1961, así como la resolución del Consejo Municipal del Distrito Federal, donde se determina para estas parcelas una zonificación de usos múltiples que permitiera conjugar viviendas, comercios y oficinas, así como servicios de carácter recreativo y cultural, entre otros. 
Dentro del complejo se encuentran las Torres de Parque Central, dos rascacielos de oficinas que por décadas se han convertido en icono de la arquitectura venezolana y de Caracas en particular. Nicolajs Sidorkovs y Federico Dubuc fueron los arquitectos de la Torre Este de Parque Central. Por más de 2 décadas, desde 1979 (cuando se inauguró la Torre Oeste) hasta 2003, ostentaron el título de los rascacielos más altos de América Latina.  
Cuando el complejo fue inaugurado en 1973 se consideró como el «desarrollo urbano más importante de América Latina». Desde ese entonces el Parque Central ha sido referencia obligada del casco central de Caracas, su gran cantidad de instituciones gubernamentales y culturales, su ubicación adyacente a la zona cultural de museos de Caracas, y su proximidad al este de la ciudad, interconectada por un sistema vial de autopistas y por el Metro de Caracas. 
En 2004 la Torre Este del complejo sufrió un incendio que consumió un tercio de la misma.

## Historia
Durante el año 1969, el ingeniero Enrique Delfino de la constructora Delpre C.A. presentó el proyecto del Parque Central al presidente del Centro Simón Bolívar durante el período del entonces presidente de la República Rafael Caldera para la construcción de un desarrollo urbanístico entre las avenidas Lecuna y Bolívar de la urbanización El Conde de Caracas. 
En febrero de 1970 se comenzó la construcción de 8 edificios residenciales (uno de ellos, el Anáuco, se destinaría posteriormente, mediante la conculcación del Documento de Condominio, al servicio de hostelería) y dos torres de oficinas. Junto a estas estructuras principales se modifican (cambiando para ello su uso condominal originalmente consagrado en el documento respectivo, uso éste que por supuesto aún está definido así en dicho documento, y no como lo que luego llegaron ilegalmente a ser por obra de la arbitrariedad del poder) unas edificaciones que constituían áreas comunes y que darían lugar a la llamada Sala Plenaria (espacio originalmente destinado para el cine); al Museo de Arte Contemporáneo (que estaba destinado al Teatro, que posteriormente se hizo el Teresa Carreño); la Iglesia y su centro parroquial (que sí es un uso original); a la Sala de Cine (que estaba destinada a ser un salón de boliche, pero que al eliminar el cine original se tuvo que transformar ese lugar en un pequeño cinematógrafo). 
Igualmente, los inmensos Pent-Houses, que poseían bellas piscinas para uso recreativo -cada una con su respectivo solárium-, salones de fiesta, bibliotecas, salas de conferencias, módulos para lectura y estudio, espacios para reuniones de los propietarios, miradores y entre otros, fueron convertidos, unos en escuelas para los hijos de los empleados del CSB y niños de las zonas aledañas, y otros en sedes de Ministerios y Oficinas. Estas áreas mal transformadas usurparon las ya construidas propiedades legítimas de los propietarios y en el futuro le trajeron daños a las demás áreas comunes.
El proyecto original contemplaba proyectarse a otras dos zonas ubicadas al oeste de la Av. Sur 21 (al sur de la plaza Parque Carabobo) y otra al lindero norte de la Av. Bolívar de cara hacia la Av. México. Estas dos zonas no llegaron a concretarse. De hecho, la última de ellas estaba destinado a un proyecto similar llamado Parque José María Vargas,  el cual en los años 80 se encontraba en construcción y que finalmente fue paralizado en los años 90. En esos terrenos a inicios del siglo XXI funcionó un jardín de cultivos organopónicos y desde 2009 funciona la Galería de Arte Nacional en una edificación construida a tal efecto en el cruce de la Av. México con la Av. Sur 21.  
En 1970 se construyen edificios para uso residencial con 317 apartamentos cada uno, una altura de 127 metros y 44 pisos; estos edificios se terminan de construir en 1972, mientras tanto se construían 2 torres comerciales y de oficinas conocidas como Torres de Parque Central, de 59 pisos cada una y que se elevan 225 m; la Torre Oeste fue concluida en 1979 y la Torre Este fue inaugurada en 1983. Los pisos de los edificios residenciales a partir del piso 6 son de tipo duplex, es decir, de doble planta. Así mismo, la planta baja de estos edificios tiene dos niveles, uno al nivel de la avenida Bolívar (llamado nivel Bolívar) y otro a nivel de la avenida Lecuna (nivel Lecuna). Dichos niveles constituyen la zona comercial del complejo.
Dentro del Complejo Parque Central también se encuentran el Museo de Arte Contemporáneo de Caracas, el Museo de los Niños de Caracas, el Apart-Hotel Anauco Suites (antes Anauco Hilton), el Museo Audiovisual, el Museo del Teclado, la Sala Plenaria, 8 salas de conferencias, una academia de natación, salas de cine, salas de teatro, un helipuerto, un centro parroquial, un Abasto Bicentenario (antiguamente Automercado CADA), entre otros. Delfino también construyó el Complejo Cultural Teatro Teresa Carreño.
Desde finales de 1990 contaba con un canal de televisión exclusivo para el complejo llamado Tele Parque. Transmitía de lunes a viernes de 3:00 p. m. a 11:00 p. m. (ampliado más adelante hasta las 12:00 m.n.) a través del canal 7 a la par de los canales de señal abierta. Este canal desapareció en 1996 tras el auge de las empresas de televisión por suscripción. Este canal transmitía mayormente documentales y espacios cinematográficos.
Desde el año 2006 cuenta con su propia estación del metro de Caracas con su mismo nombre. Desde 1983 se accede a este sistema a través de la estación Bellas Artes por medio de un pasadizo subterráneo que va por debajo de la avenida Bolívar. El proyecto de Parque Central hizo parte de la exposición "Latin America in Construction" en el Museo de Arte Moderno MoMA de Nueva York.

### Conjunto Parque Central

#### Las Torres de Parque Central
Las Torres de Parque Central son dos rascacielos de 225 m de altura y 60 pisos, que son a la vez los segundos rascacielos más altos de Sudamérica, después de la Gran Torre Santiago parte del complejo comercial Costanera Center en la capital de Chile sin embargo, ostentaron el título de las más altas de Latinoamérica desde 1987, año en que se le redujo la altura a la Torre Pemex. 
Para el momento de su construcción fueron las edificaciones de hormigón armado más altas del mundo, superando al edificio de la Ciudad de México Hotel Presidente Intercontinental, récord del cual fueron desplazadas después por la Torre Taipei 101 en Taiwán. Fueron desarrolladas por los arquitectos venezolanos Henrique Siso Maury y Daniel Fernández-Shaw Escario. Su construcción se llevó a cabo por el Centro Simón Bolívar, compañía estadal para el desarrollo urbano de Caracas.
A mediados de 2006 fue inaugurada la Estación Parque Central de la línea 2 del Metro de Caracas.

#### Zonas
El complejo posee dos zonas definidas a saber:
- Zona 2:  Comprende el sector oeste del complejo. Aquí se ubican la Torre Oeste, los edificios residenciales Tacagua, Caroata, Catuche y Tajamar; así como el Museo de los Niños, el Museo del Teclado (ubicado en la mezzanina del edificio Tacagua) y el Museo Audiovisual (ubicado en el nivel Bolívar del edificio Catuche). También se ubicaba la academia de natación Hermanos Capriles, justo debajo del Museo de los Niños (nivel Lecuna del edificio Tacagua). Dicha academia cerró sus puertas el 8 de agosto de 2018 pero actualmente se está renovando. Actualmente se llama Academia de Natación Parque Central.
- Zona 1: Es la que comprende el sector este del complejo. Se ubican aquí la Torre Este, los edificios residenciales El Tejar, Mohedano, San Martín y Anauco (justo en este edificio funciona el apart-hotel Anauco Suites, anteriormente llamado Residencias Anauco Hilton). Así mismo, en esta zona se ubica la iglesia San Ignacio (mezzanina del edificio Anauco), el Museo de Arte Contemporáneo Armando Reverón (antes Sofía Imber) y la tienda CLAP (primeramente automercado CADA, luego Abasto Bicentenario), este último en el nivel Bolívar entre los edificios Mohedano y Anauco. Por aquí también se ubica una pasarela peatonal que lo comunica con el Teatro Teresa Carreño. En el nivel Lecuna del espacio comprendido entre el Museo de Arte Contemporáneo y la Torre Este se ubican fuentes ornamentales.

En medio de ambas zonas, en el nivel Bolívar funcionaba el Cine Parque Central. Actualmente opera bajo el nombre Cine Teatro Parque Central.

### Incendio

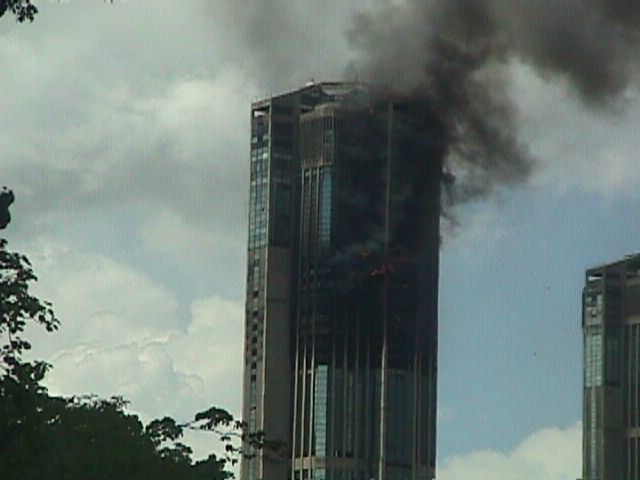
Incendio.

El 17 de octubre de 2004, un incendio consumió casi un tercio de la Torre Este, al menos 10 pisos quedaron completamente destruidos por el incendio. Aunque debido a su fuerte estructura el edificio pudo soportar más de 15 horas de incendio sin que colapsara. En esos pisos se ubicaban importantes oficinas gubernamentales como lo eran las oficinas del Gobierno Nacional, la del Ministerio del Interior y Justicia, Ministerio de Infraestructura y de la ONIDEX (actual SAIME), entre otras.
El incendio comenzó a las 12:05 a. m. en el piso 34, para las 8:00 a. m. el incendio iba por el piso 38. El incendio traspasó hasta una macro losa del refugio contra incendios del piso 39 y siguió sin control hasta el piso 56PH. Después del mediodía el incendio siguió sin control hasta dicho piso. Esto ocurrió debido a que los rociadores contra incendio estaban dañados y los sistemas de mantenimiento estaban descuidados. 
Ocho años más tarde, el 6 de diciembre de 2012, se registró un conato de incendio en la Torre Oeste, originando en el piso 15, donde se encontraba ubicado un refugio de damnificados. Entre los afectados que sufrieron por inhalación de humo, se encontraron 4 niños y 8 mujeres. Los damnificados debieron ser mudados a los pisos 11 y catorce del mismo edificio. El año siguiente, el 12 de noviembre de 2013, se produjo otro incendio menor en la Torre Oeste, el incendio se originó en el piso 16 de la torre, del cual 420 personas fueron evacuadas y se rescataron 15, no hubo víctimas mortales.

### Restauración

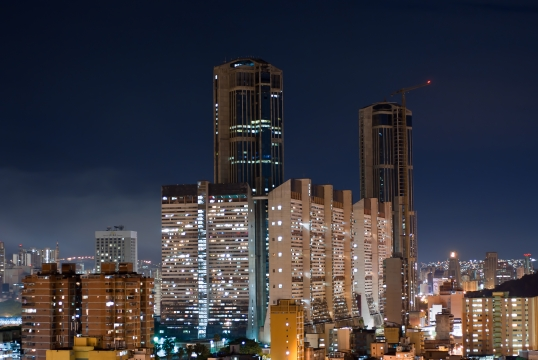
Torres gemelas, de Parque Central Caracas. Son las torres más altas de Venezuela.

Tras 8 años de reconstrucción, hasta 2013, no se pudo entregar la obra finalizada totalmente. A pesar de no lograr ser finalizada este año, se pudo hacer funcionamiento de oficinas en las mezzaninas, pertenecientes al Ministerio Público, Saime, Gobierno del Distrito Capital y Ministerio de la Mujer, así como en niveles superiores, aunque más allá del piso 27 la frase “fuera de servicio” está plasmada en los ascensores.
En el año 2012 le pusieron una antena en honor a la espada de Simón Bolívar a propósito de la restauración en la torre este lo que elevo la altura de la torre a 255,0 metros
En 2014, la Corporación del Distrito Capital (Corpocapital), determinó que se habilitarían otros 48 pisos de la torre y de 5 plantas que ubican un centro turístico de referencia en la capital. El complejo cuenta con una sala de convenciones, restaurantes y una plataforma de observación que se encuentra en el piso 53.
Para 2015 la estructura no estaba por completo operativa.

### Deterioro
Debido a la crisis económica y social que vive el país, el complejo ha sufrido un gran deterioro en su infraestructura. Para 2011 ya se presentaba abandono en el interior de las torres.
Para 2019 la situación había empeorado considerablemente, con numerosas filtraciones de aguas servidas, cámaras de seguridad inservibles y escasa limpieza son sólo algunos de los problemas que afectaban a Parque Central, esto sin contar la casi nula cantidad de extintores contra incendios y la gran situación de inseguridad que aquejaba al complejo urbanístico.
En el año 2022 se inauguró en el Museo de Bellas Artes de Caracas, una exposición titulada Sin estrellas que presentaba los resultados de intervenciones artísticas efímeras realizadas en los sótanos deteriorados del Complejo Urbanístico Parque Central, que contaba con la participación de los artistas visuales Meyer Vaisman, Annette Lemieux, Nikola Uzunovski, Régulo Pérez, Eduardo Azuaje y Mario Pérez, quien también fue curador de la muestra.

## Parque Central en la ficción
Parque Central ha aparecido en películas y series venezolanas. En Cristal, de 1985, era donde vivían Cristina, Inocencia y Zoraida en un piso compartido. También se observa un apartamento de este complejo en la película En Sabana Grande siempre es de día (1988).

## Fotografías

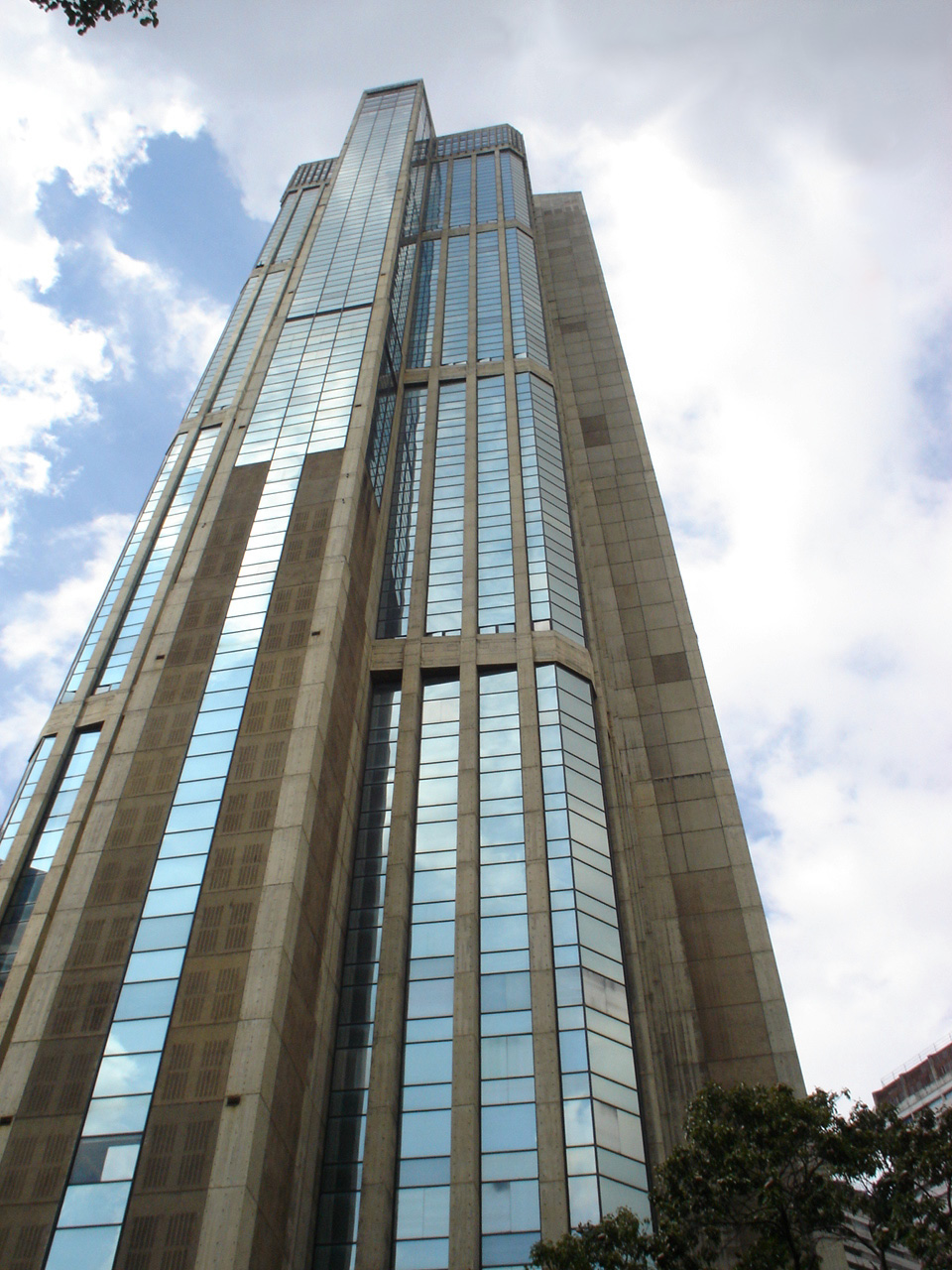
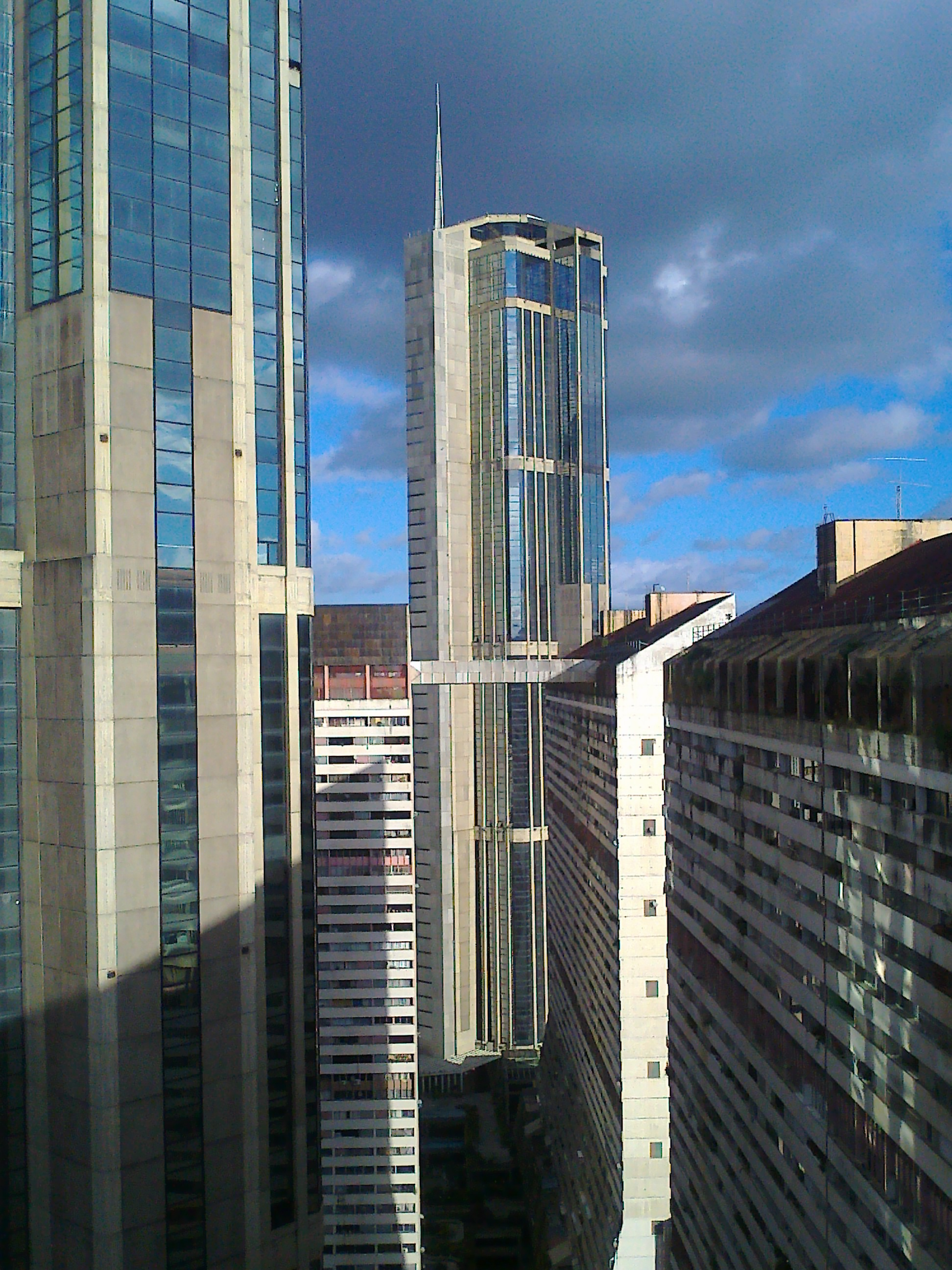
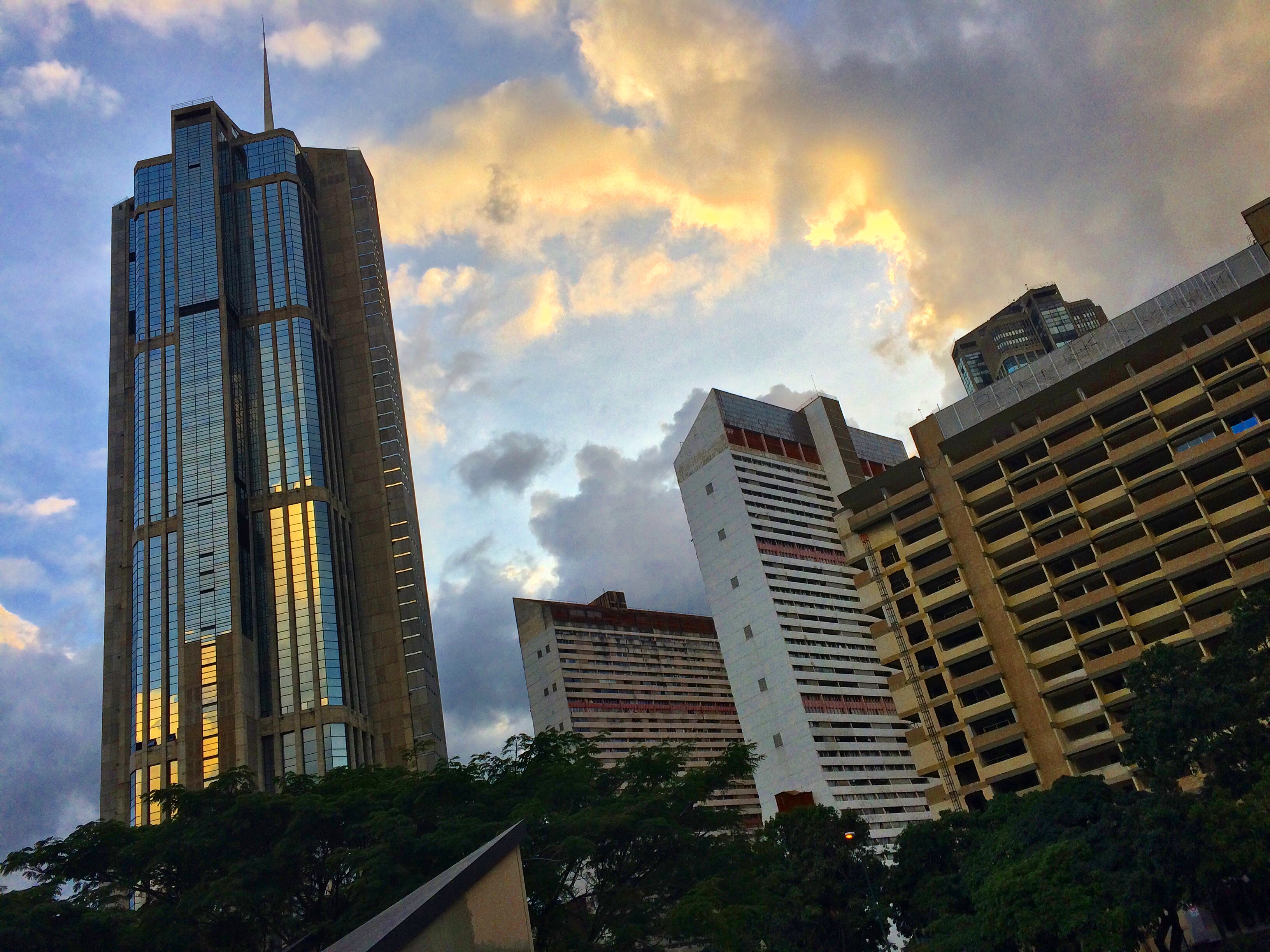
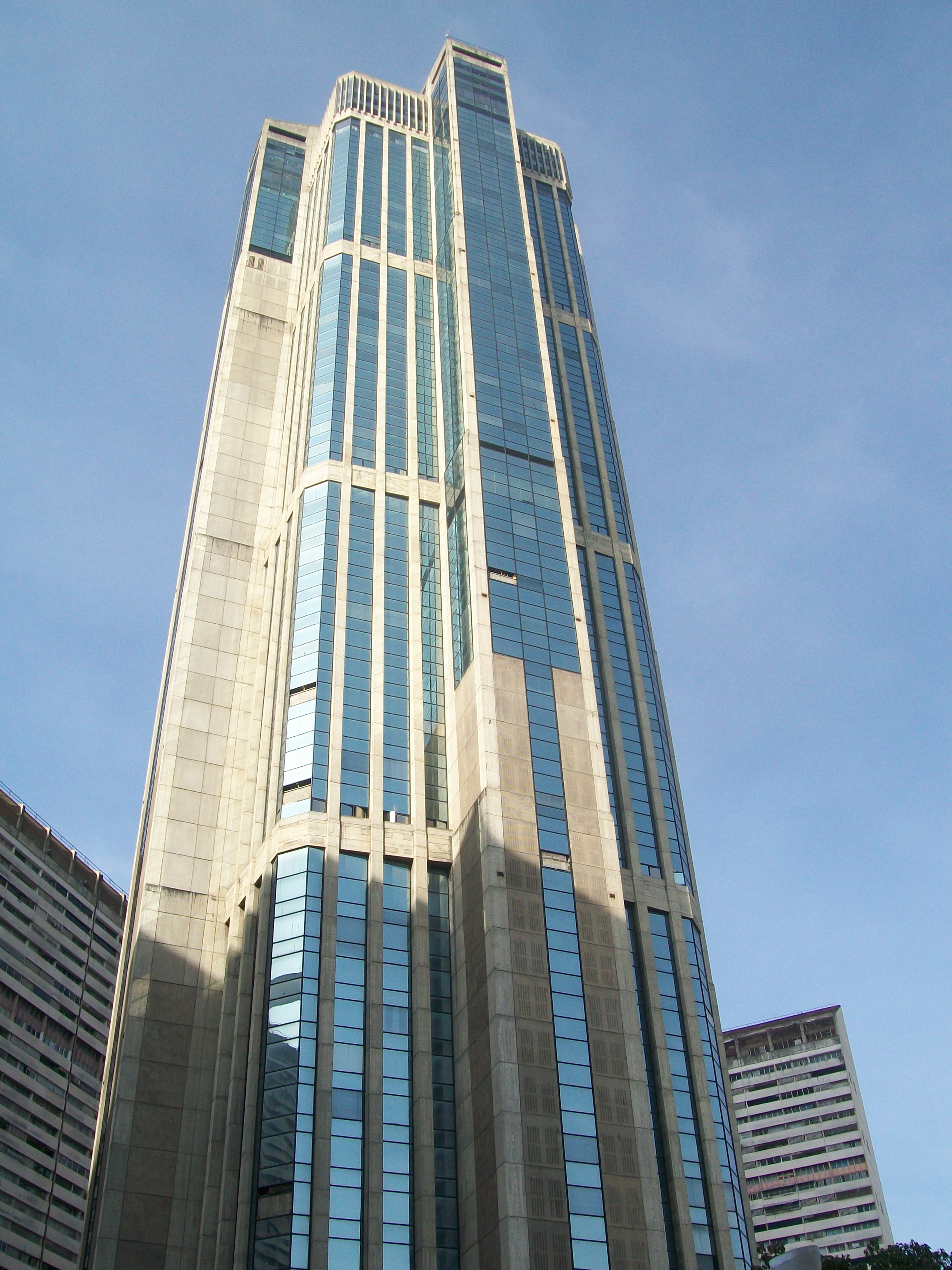
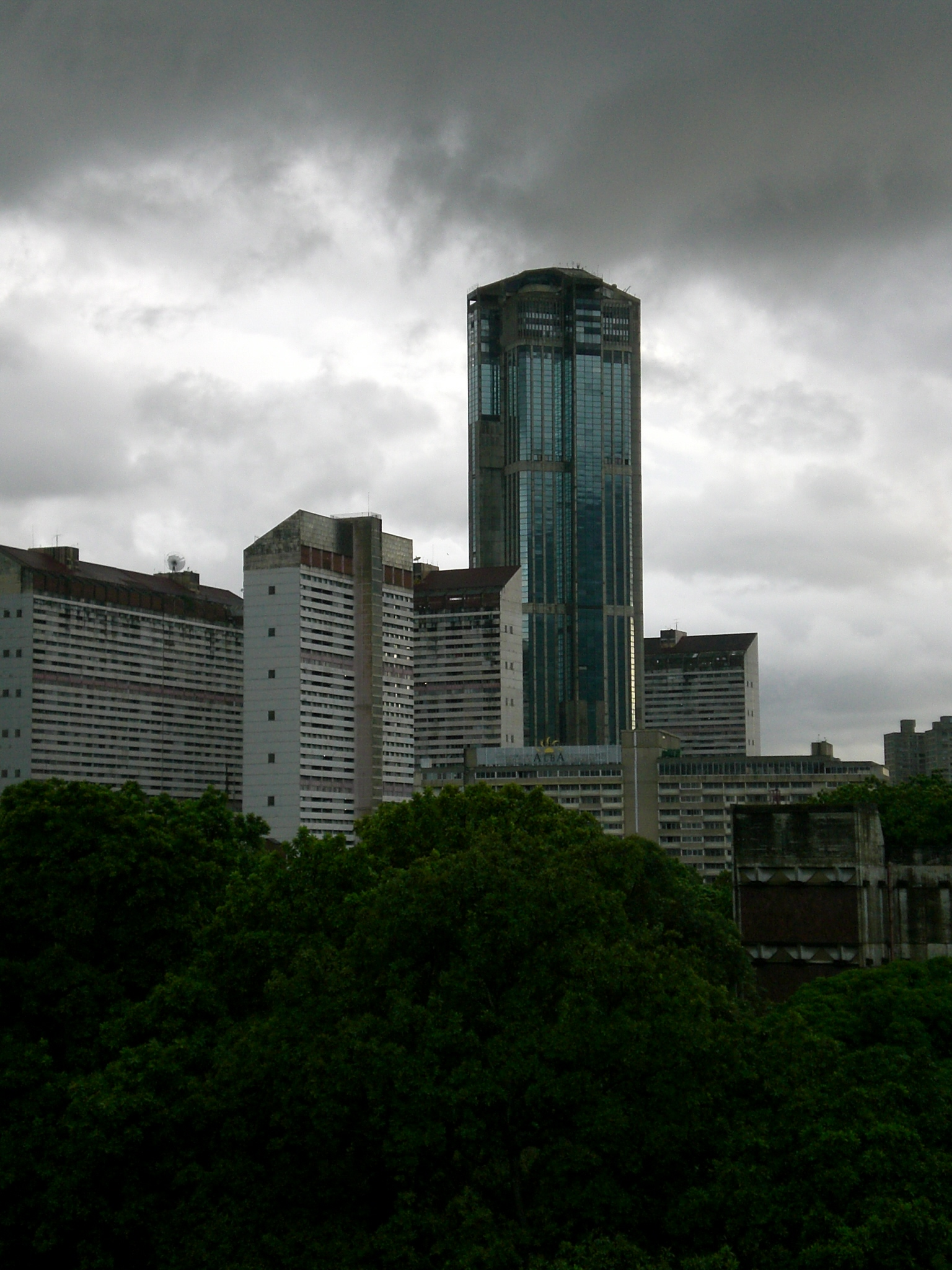
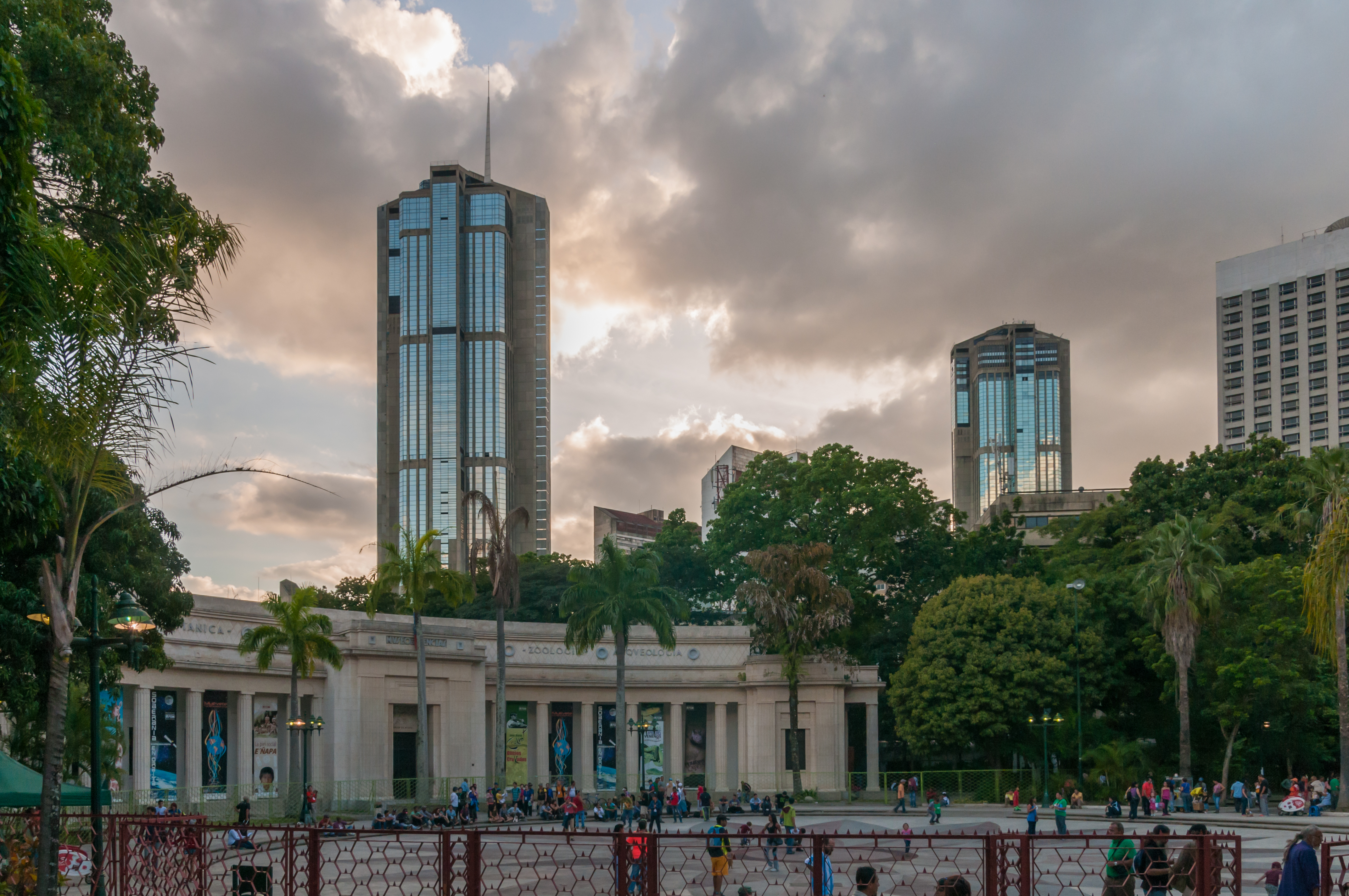
Vista de las torres de Parque Central desde la Plaza Morelos o Plaza de los Museos.
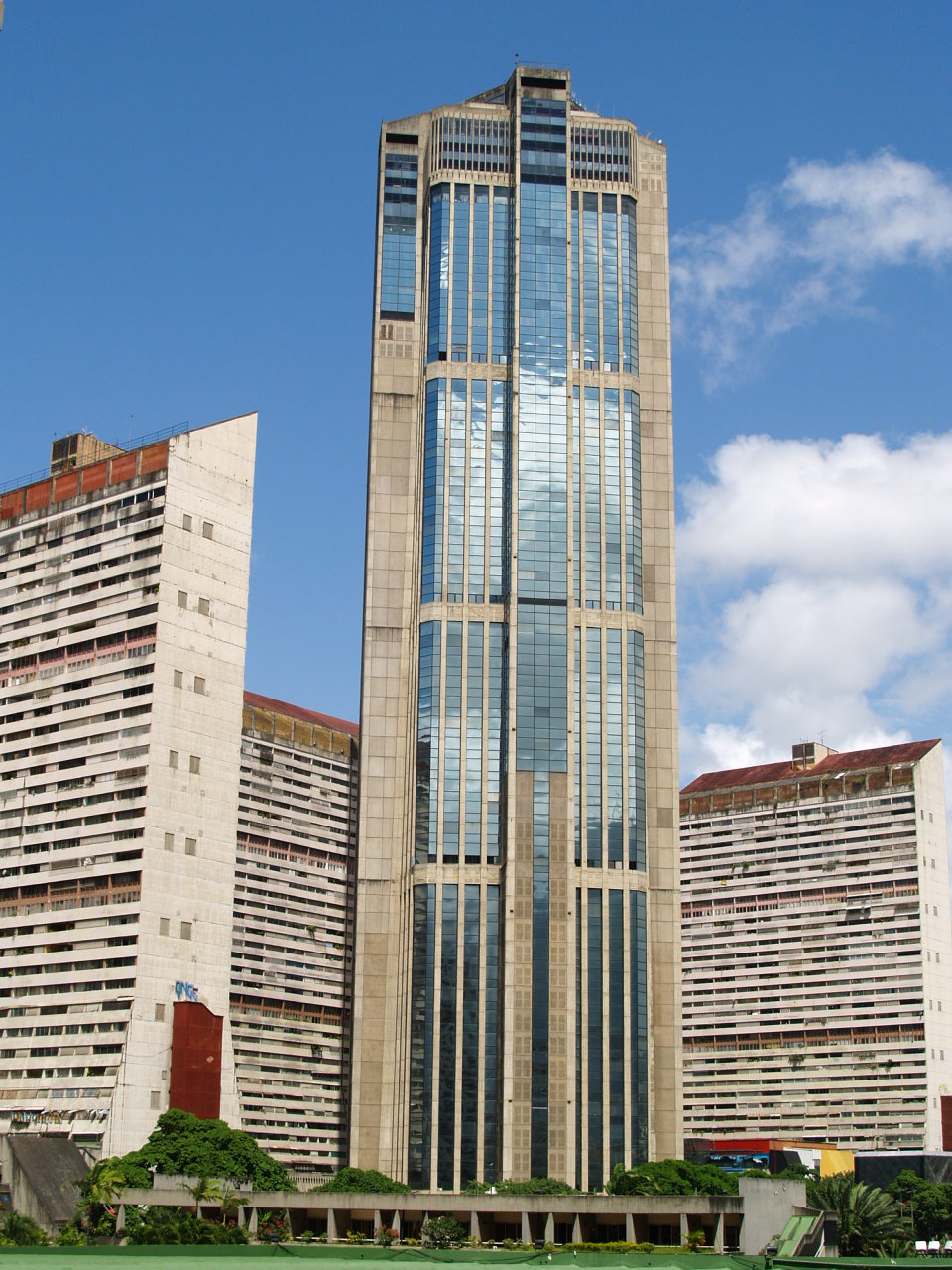
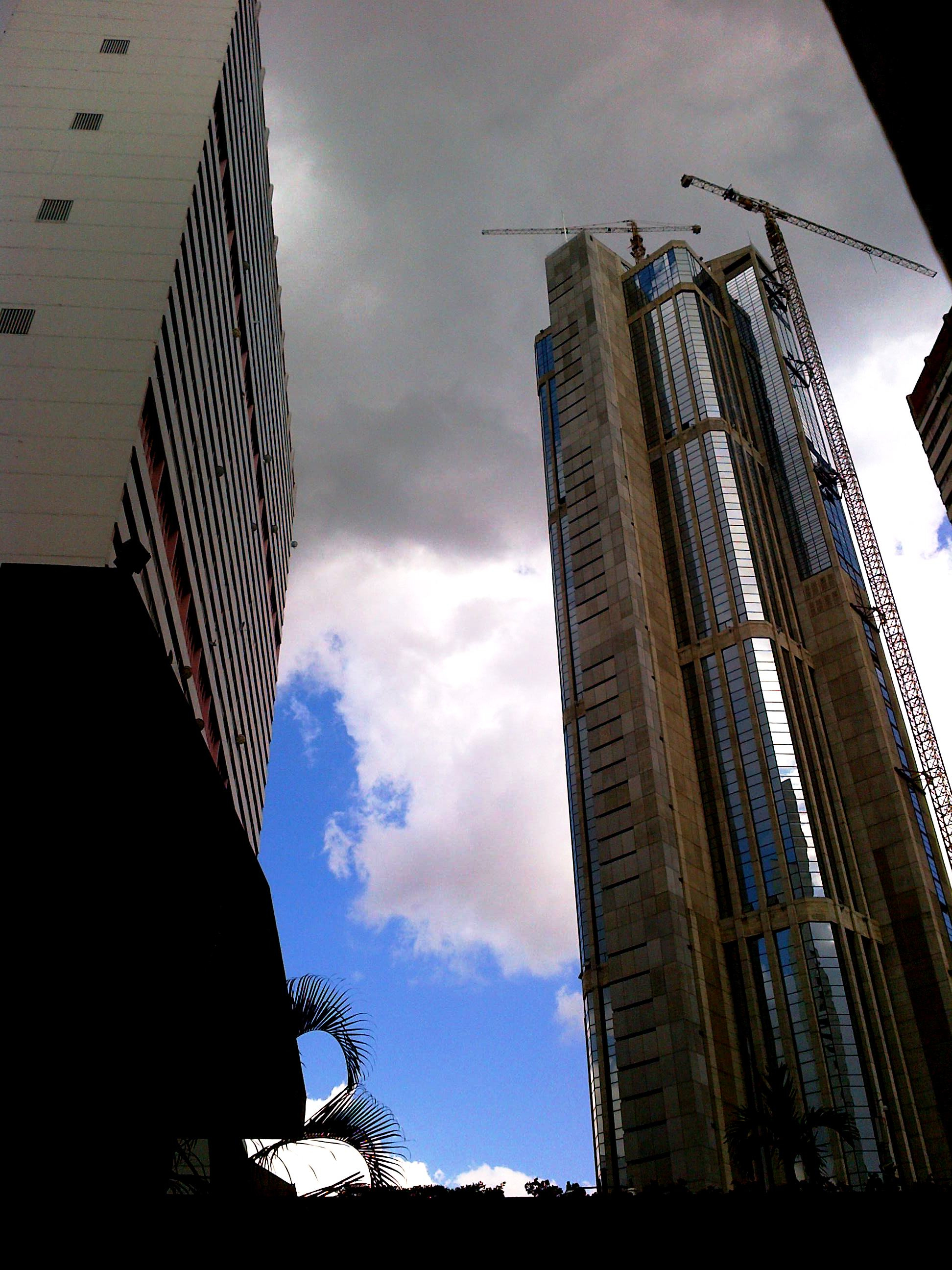
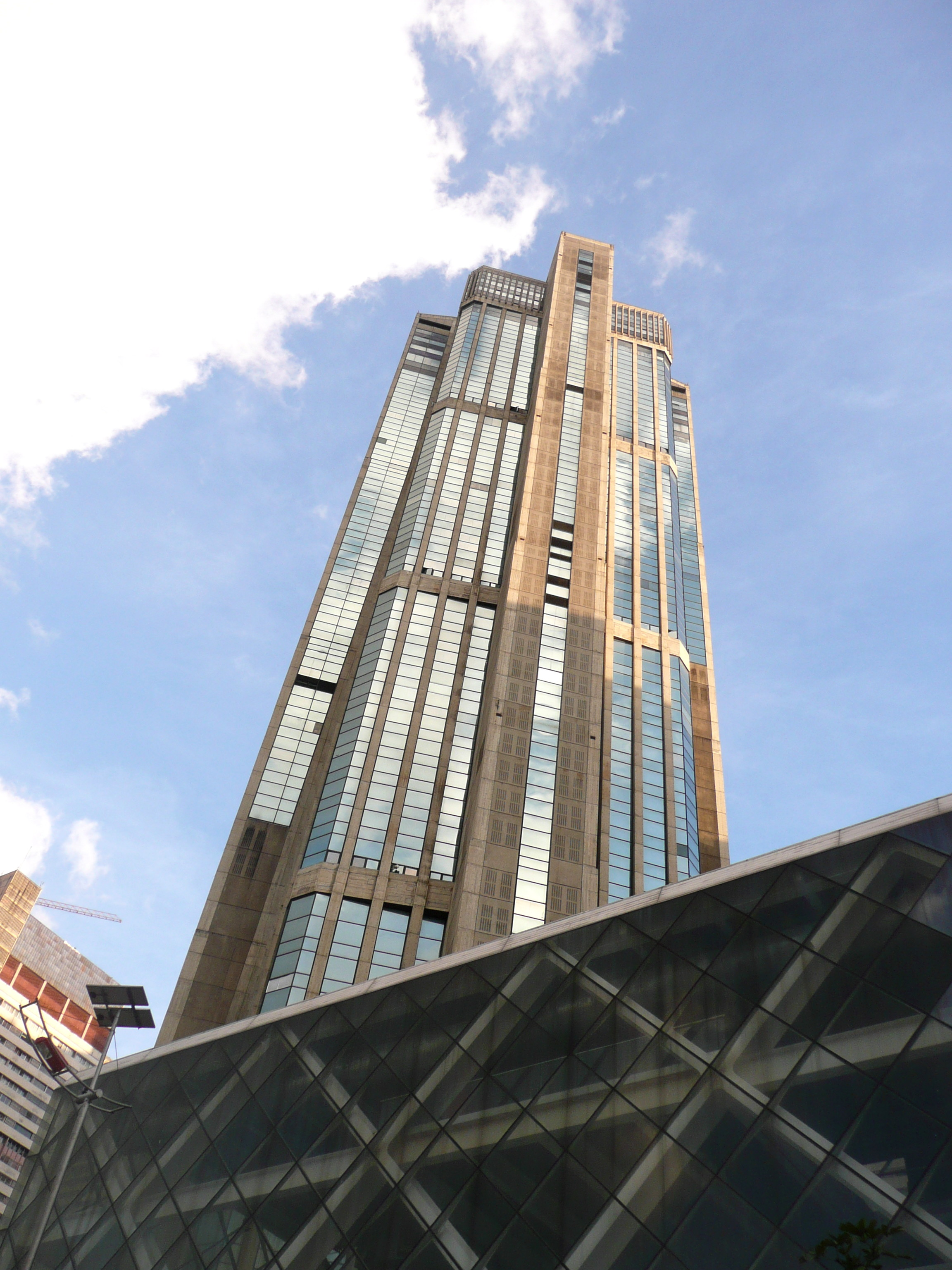
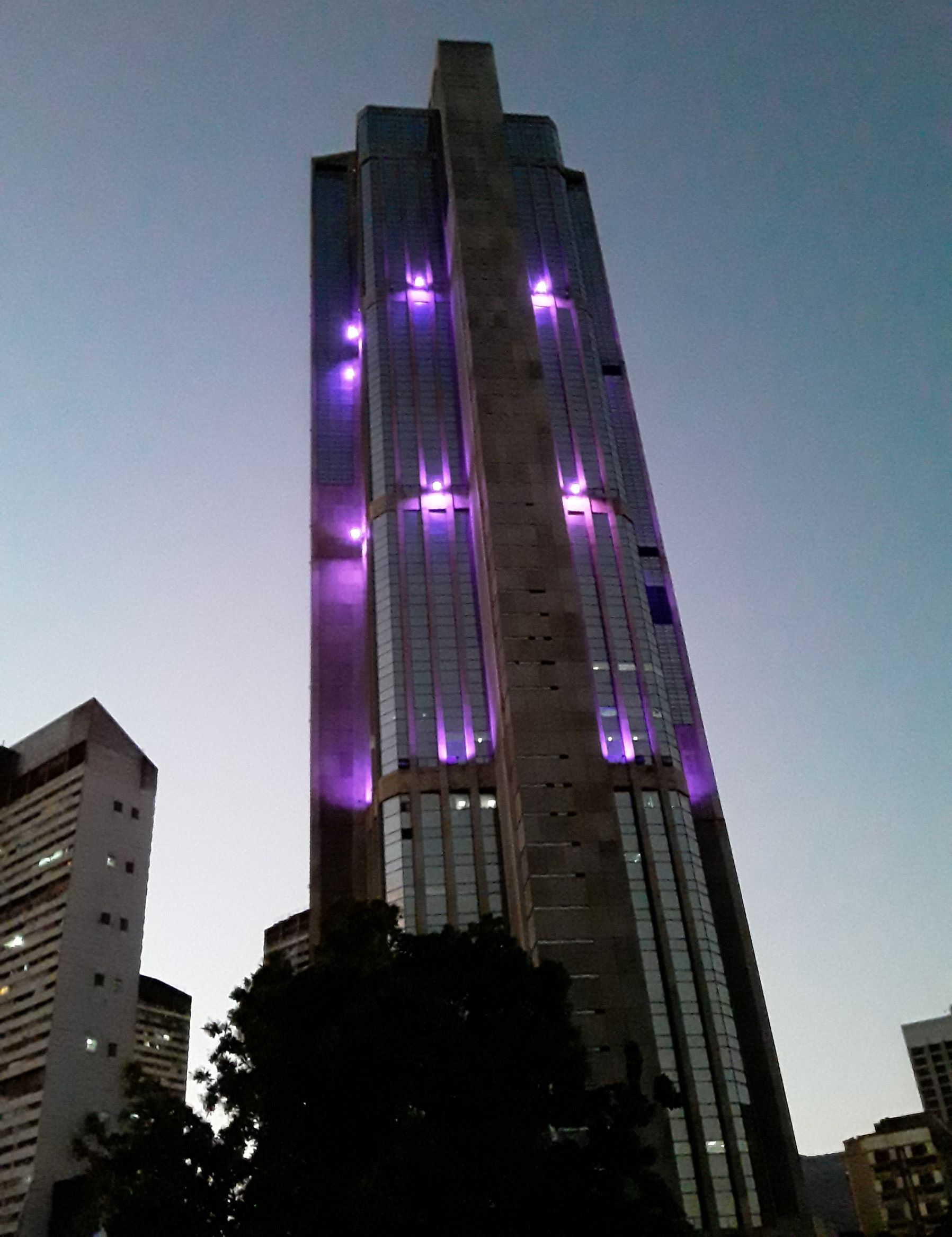
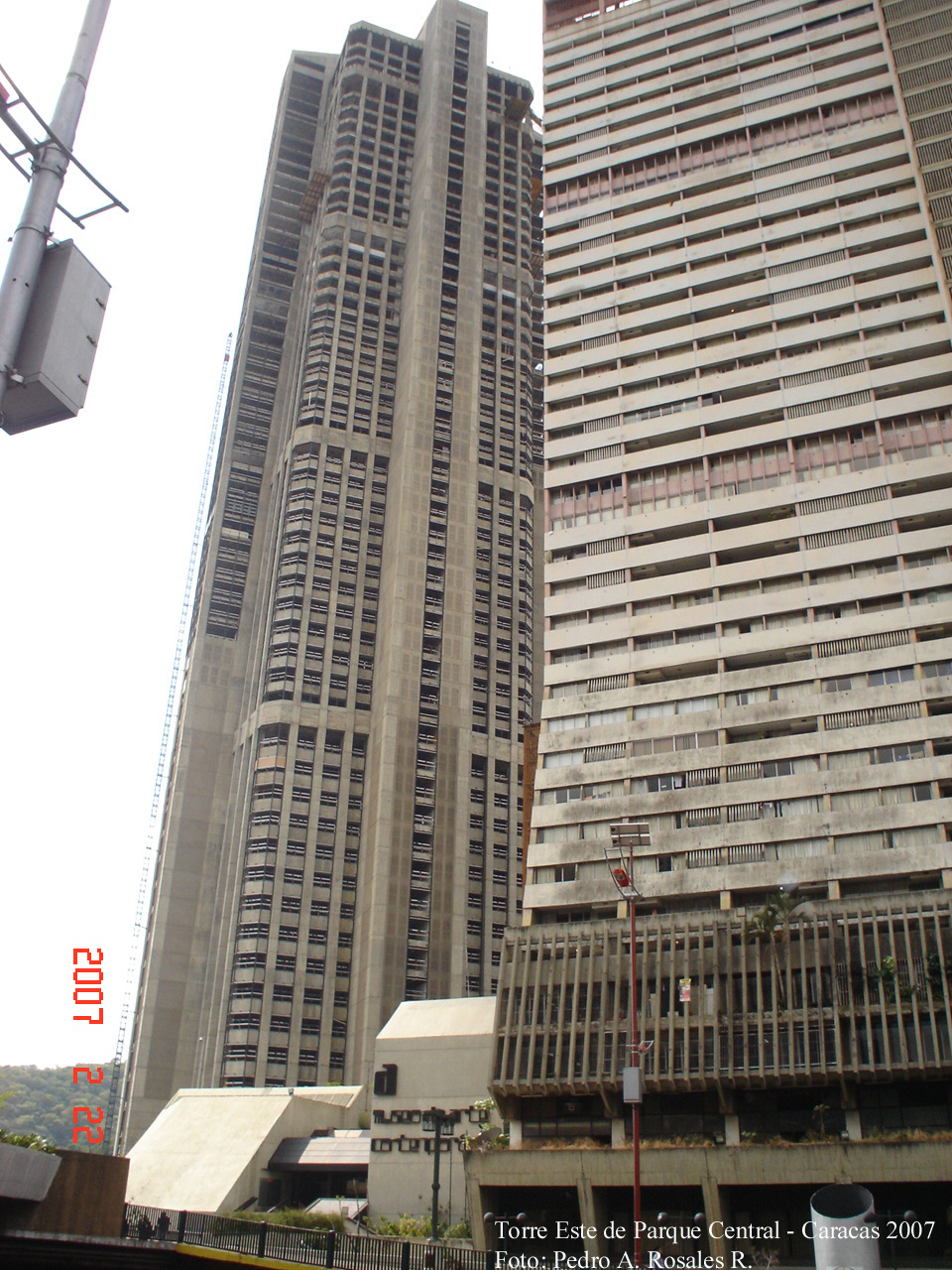
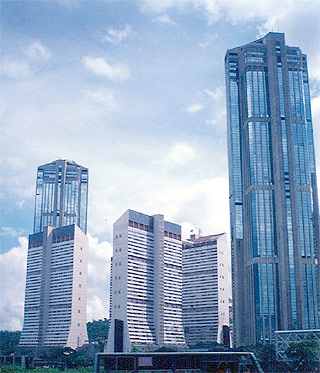
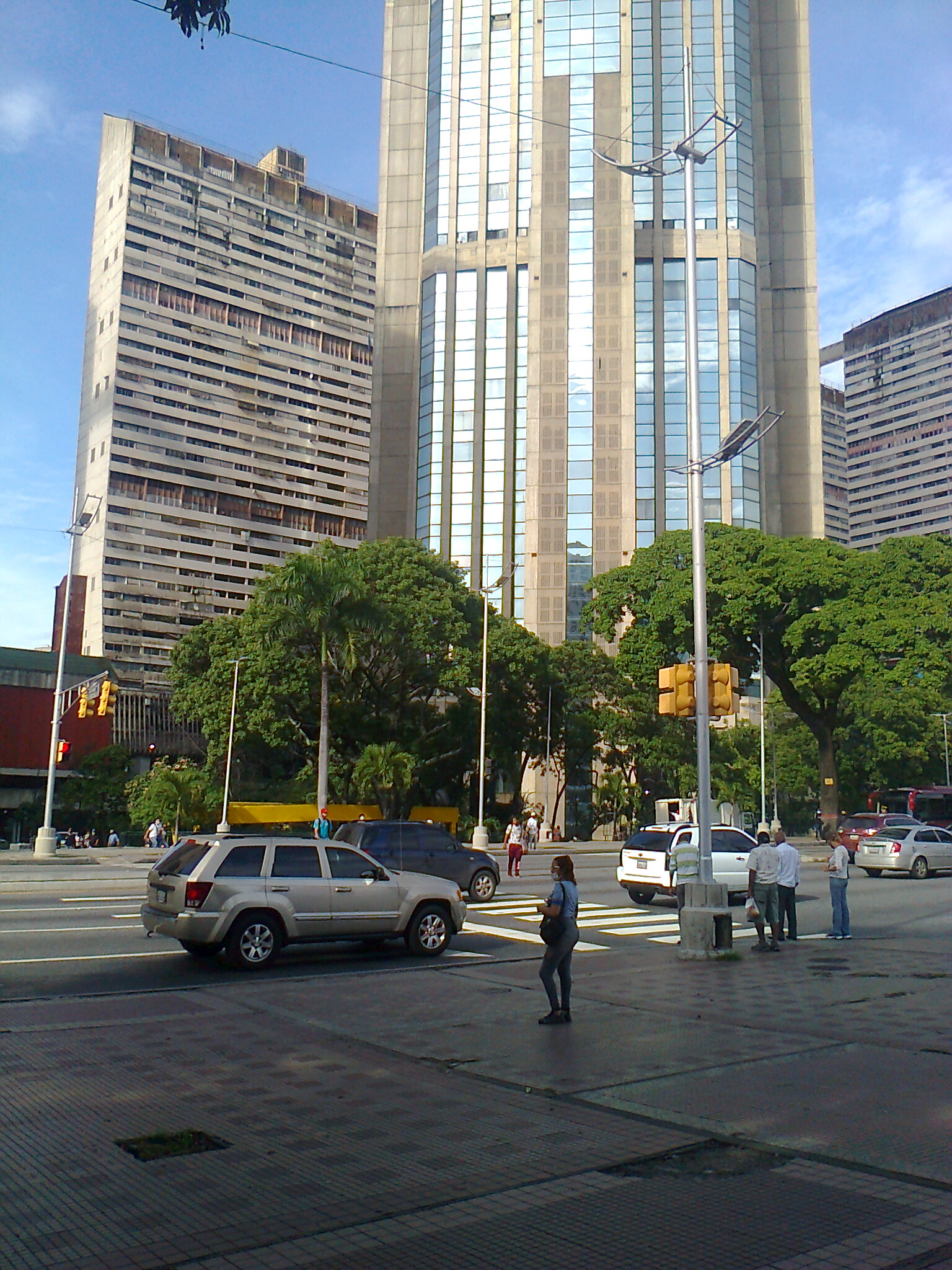
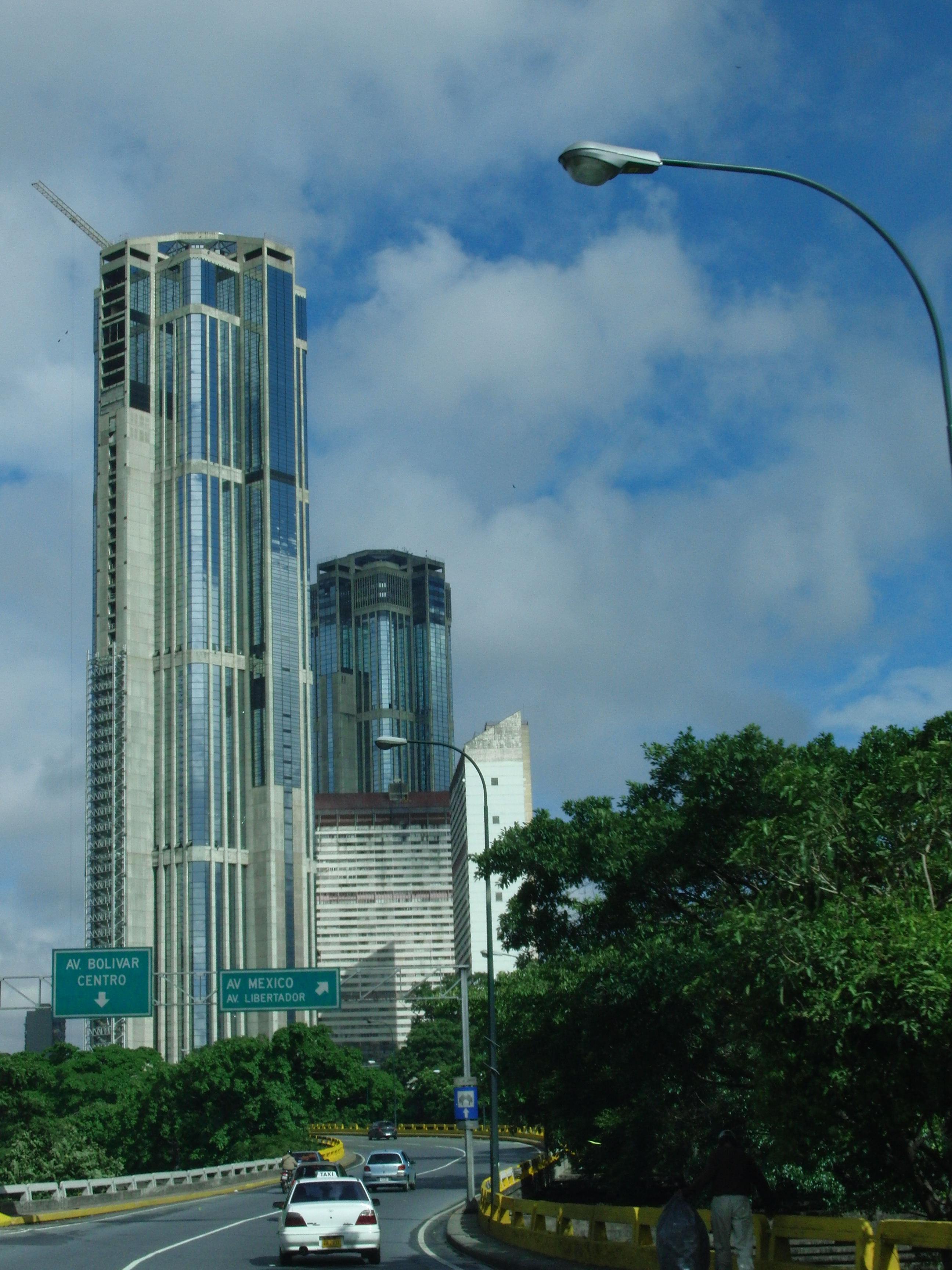
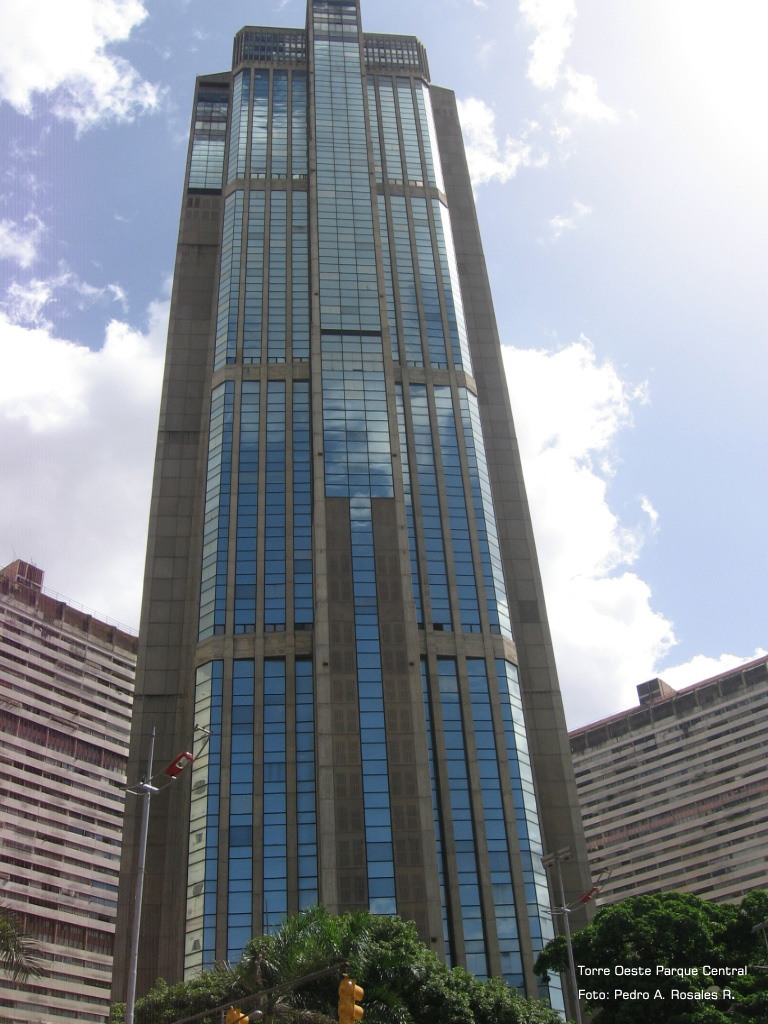
Torre Oeste
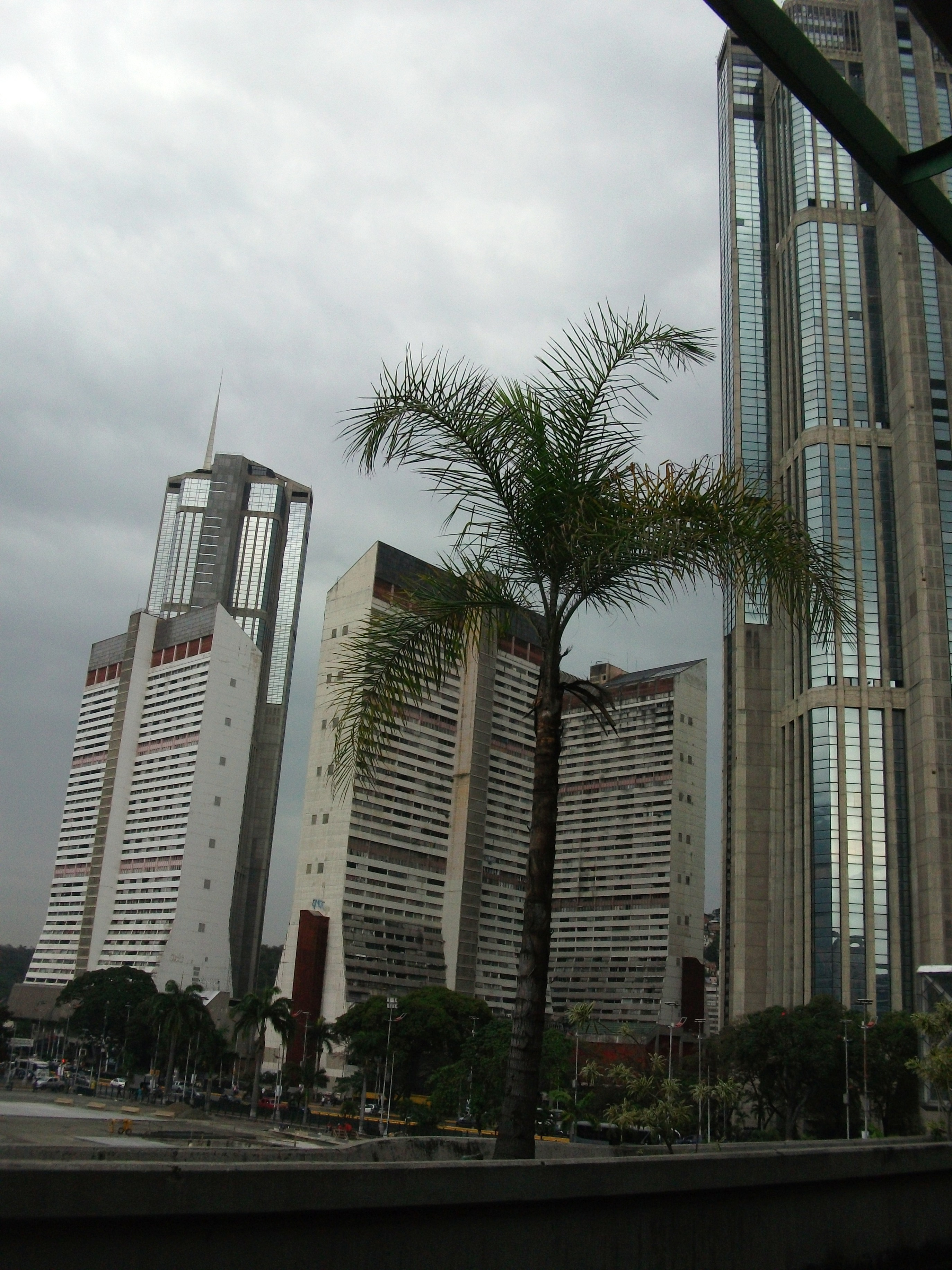
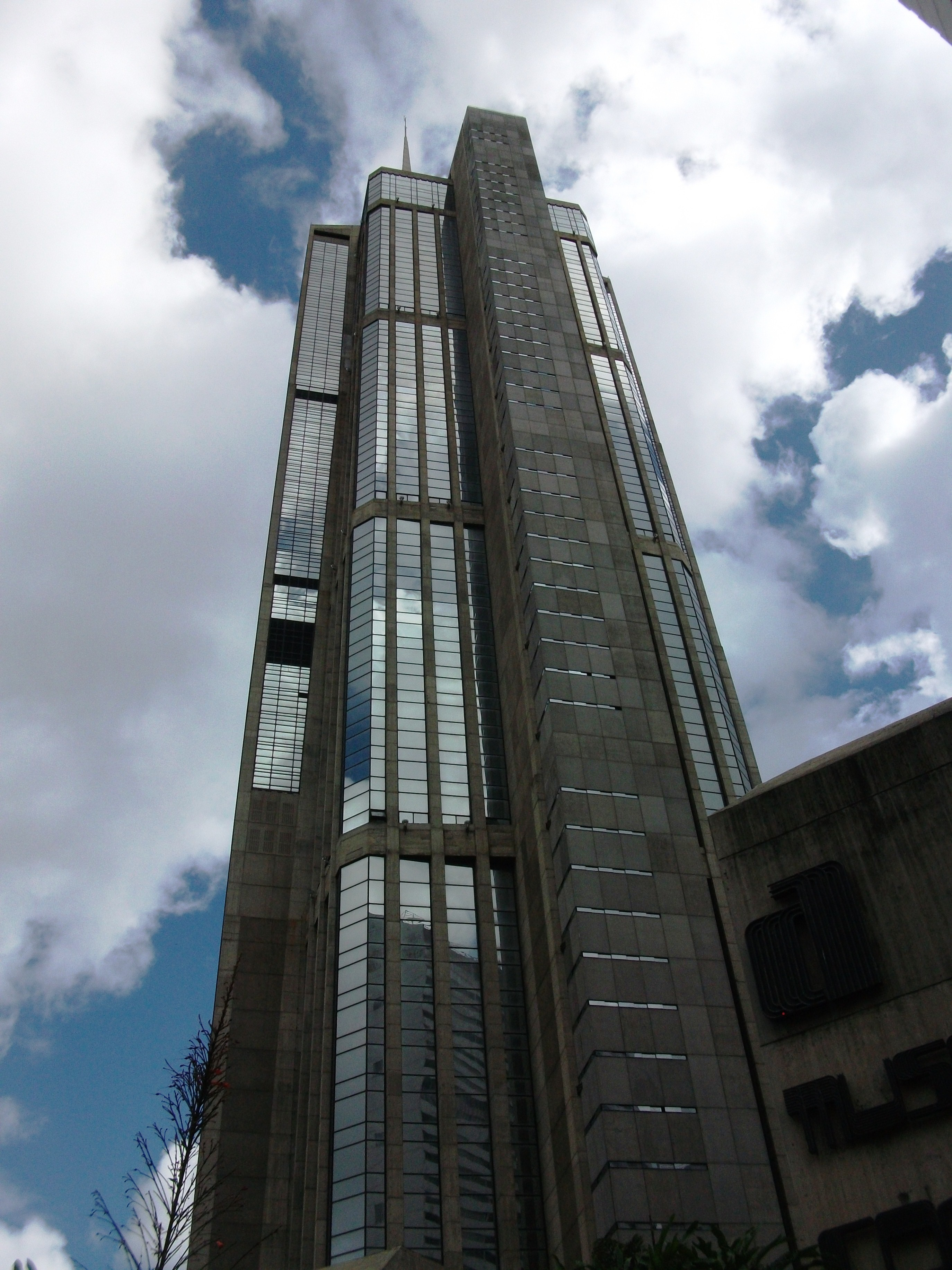
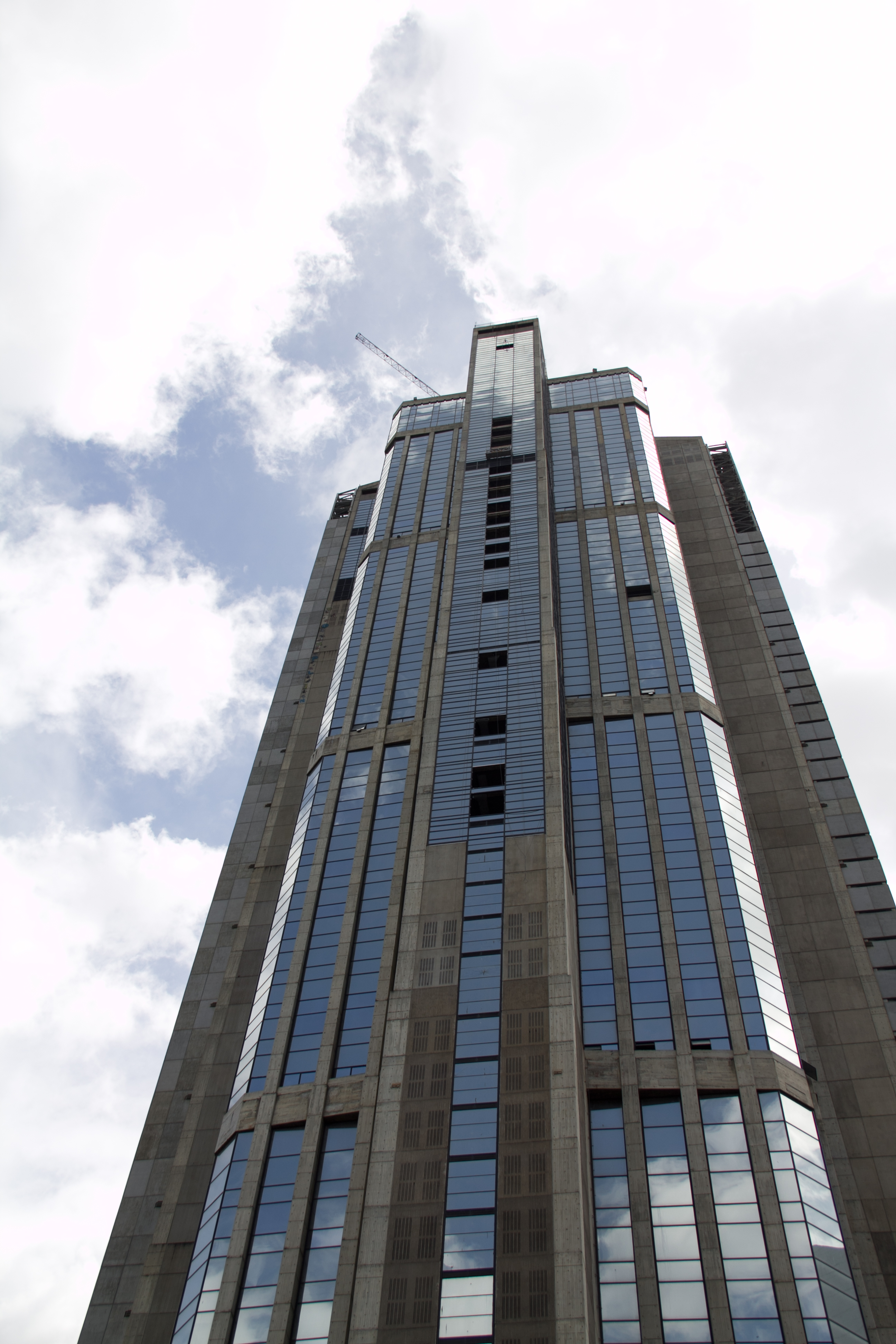
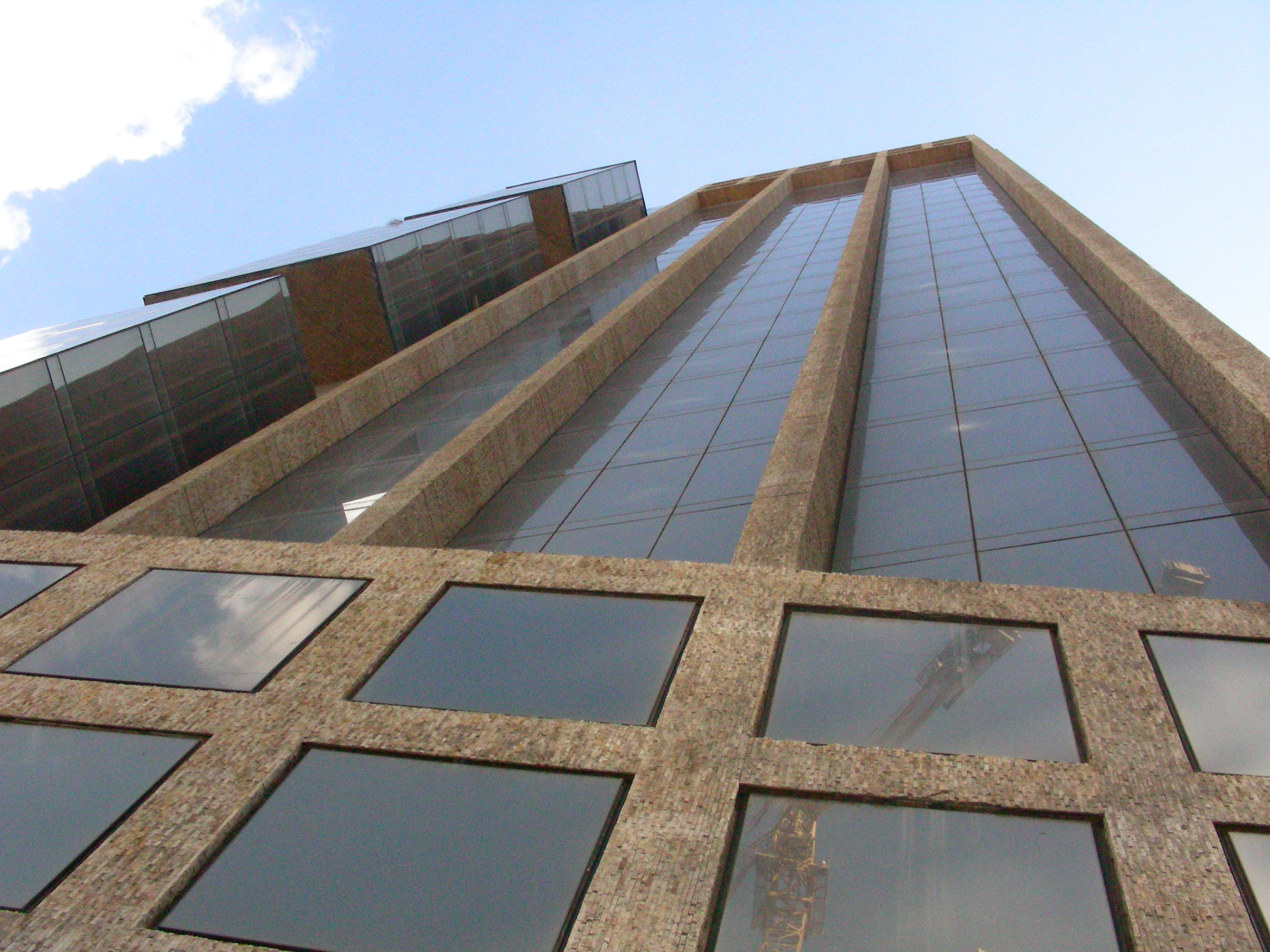
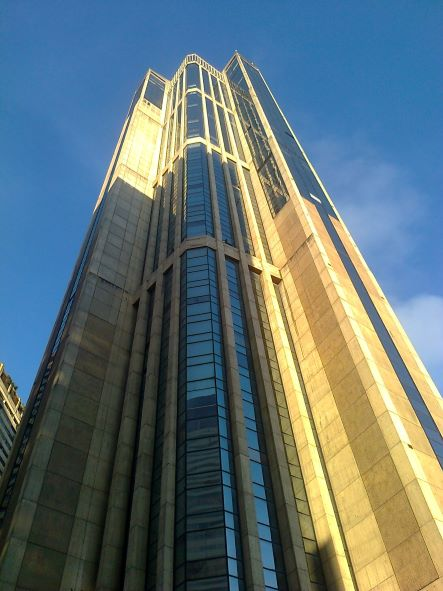
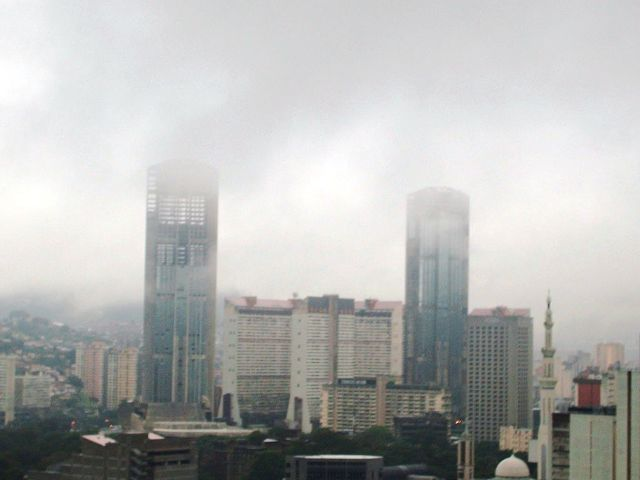
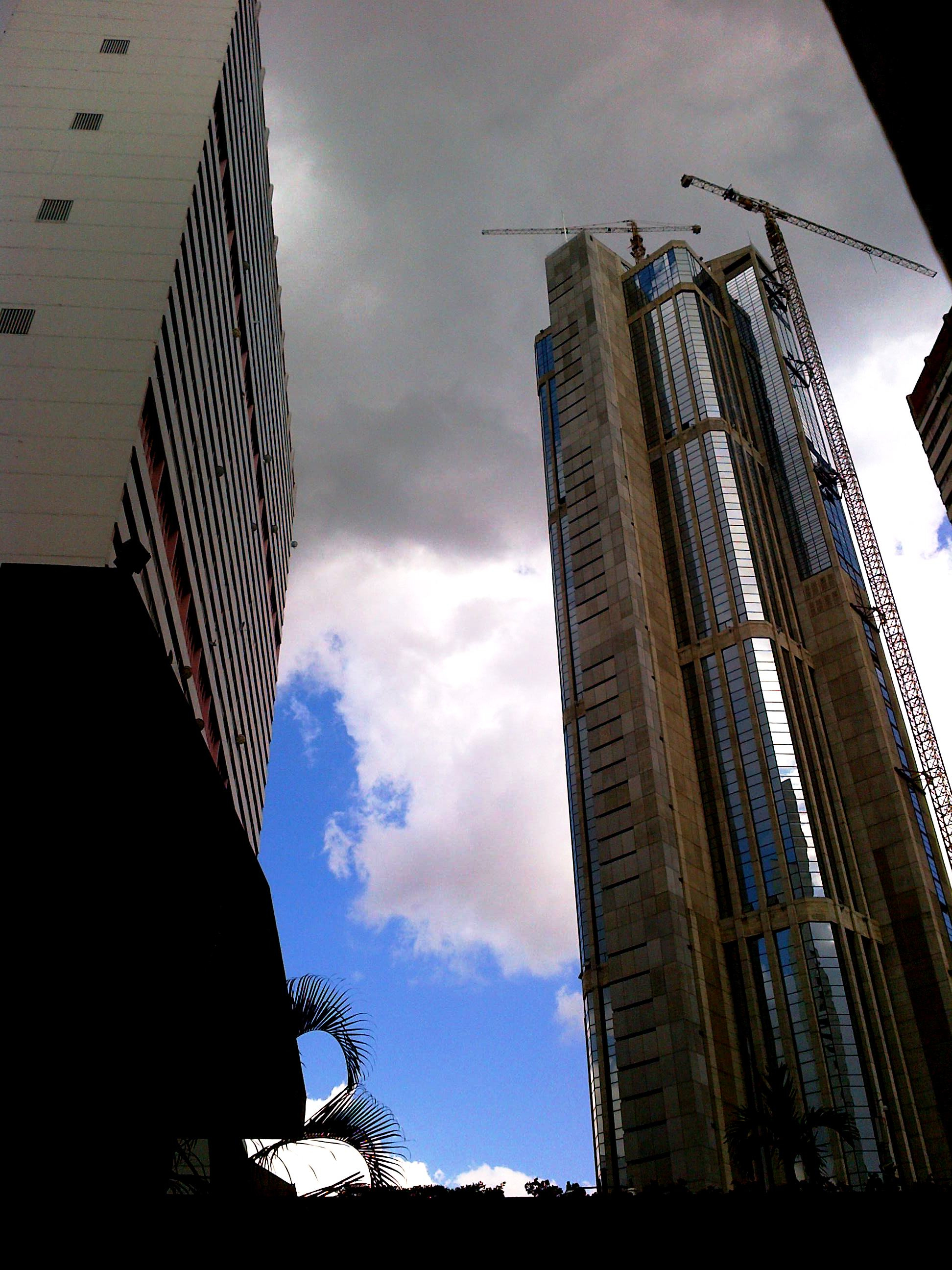
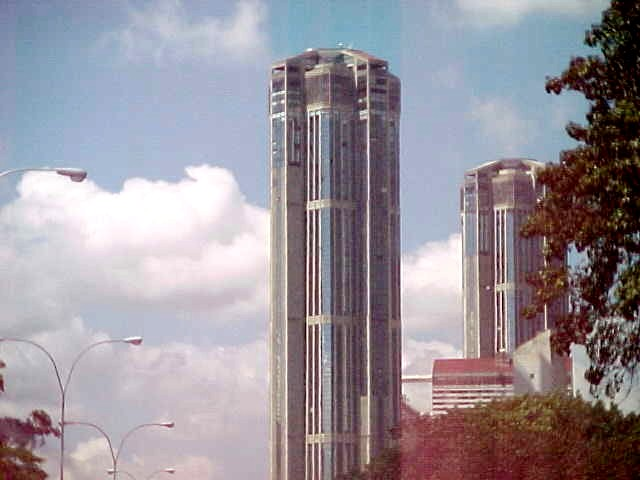
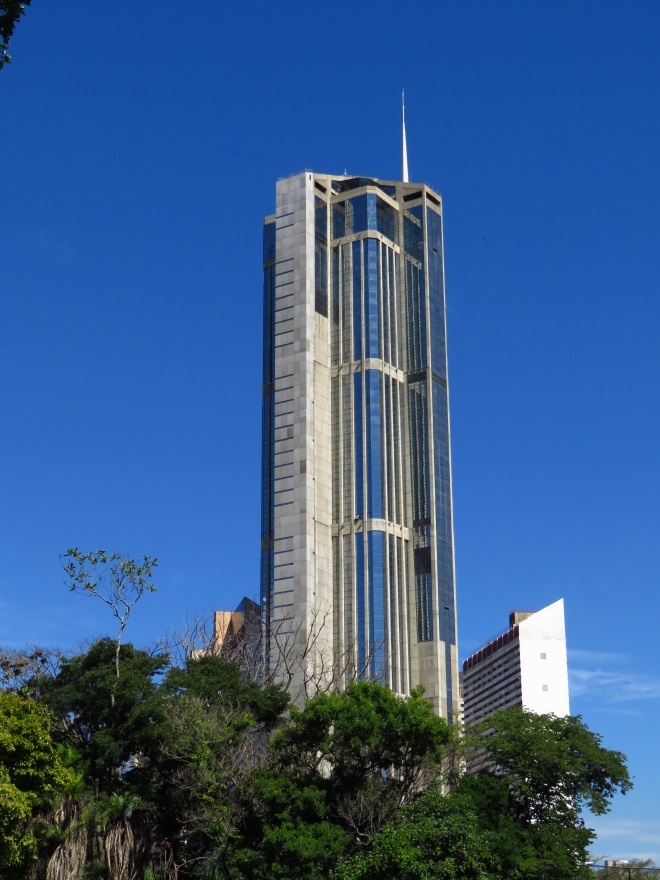
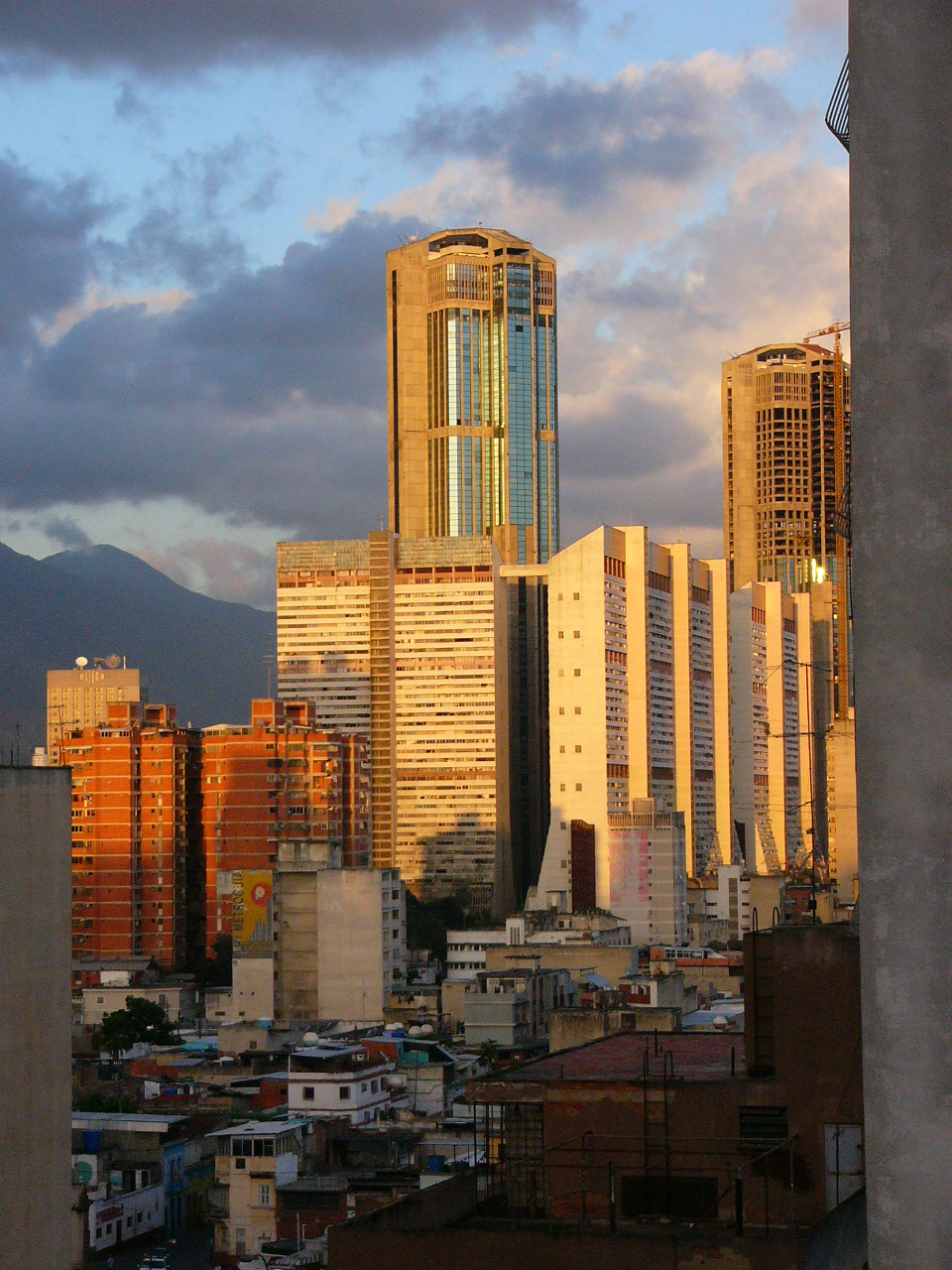
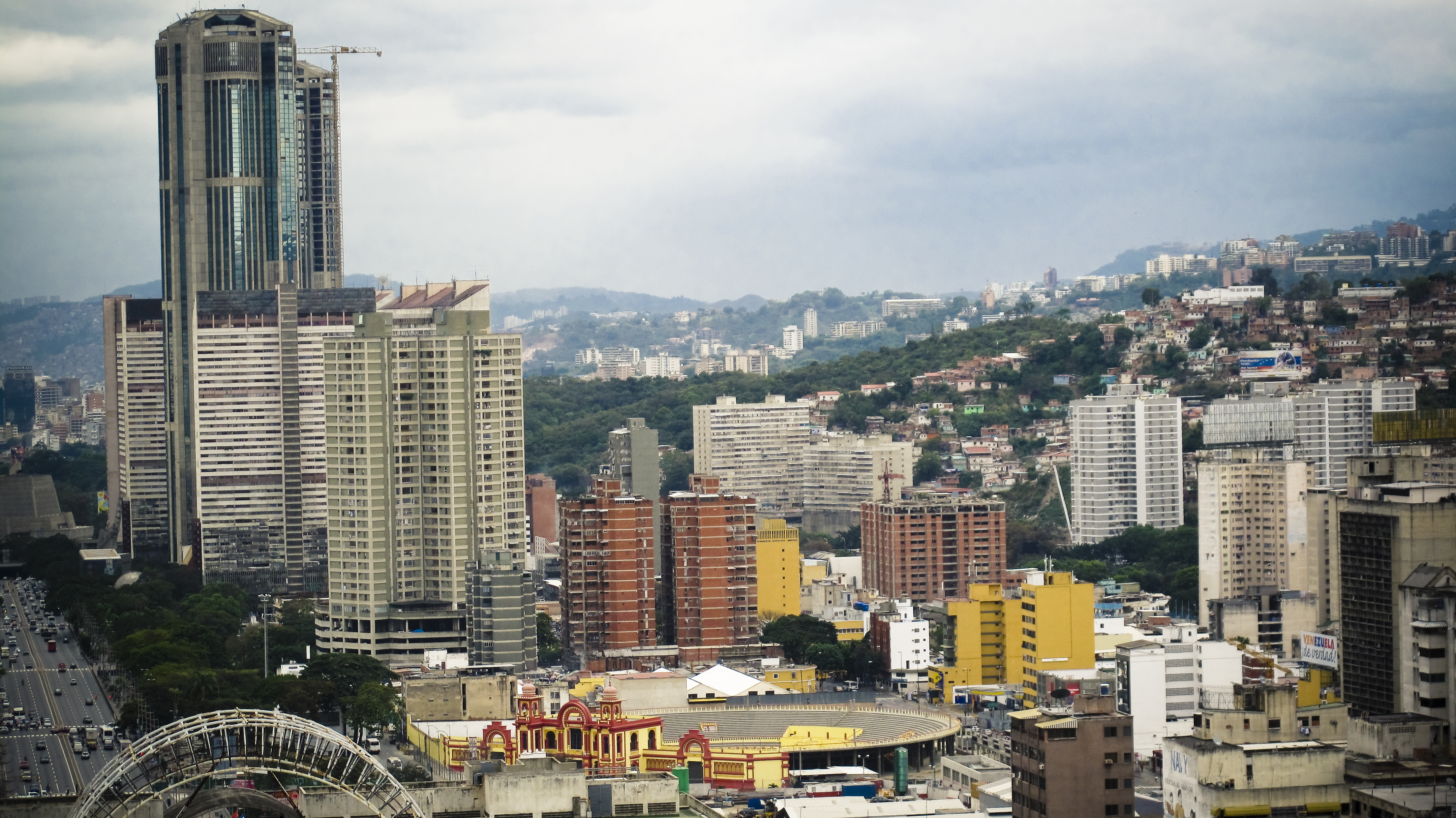
Vista de Parque Central desde las Torres de El Silencio (antiguo Centro Simón Bolívar)
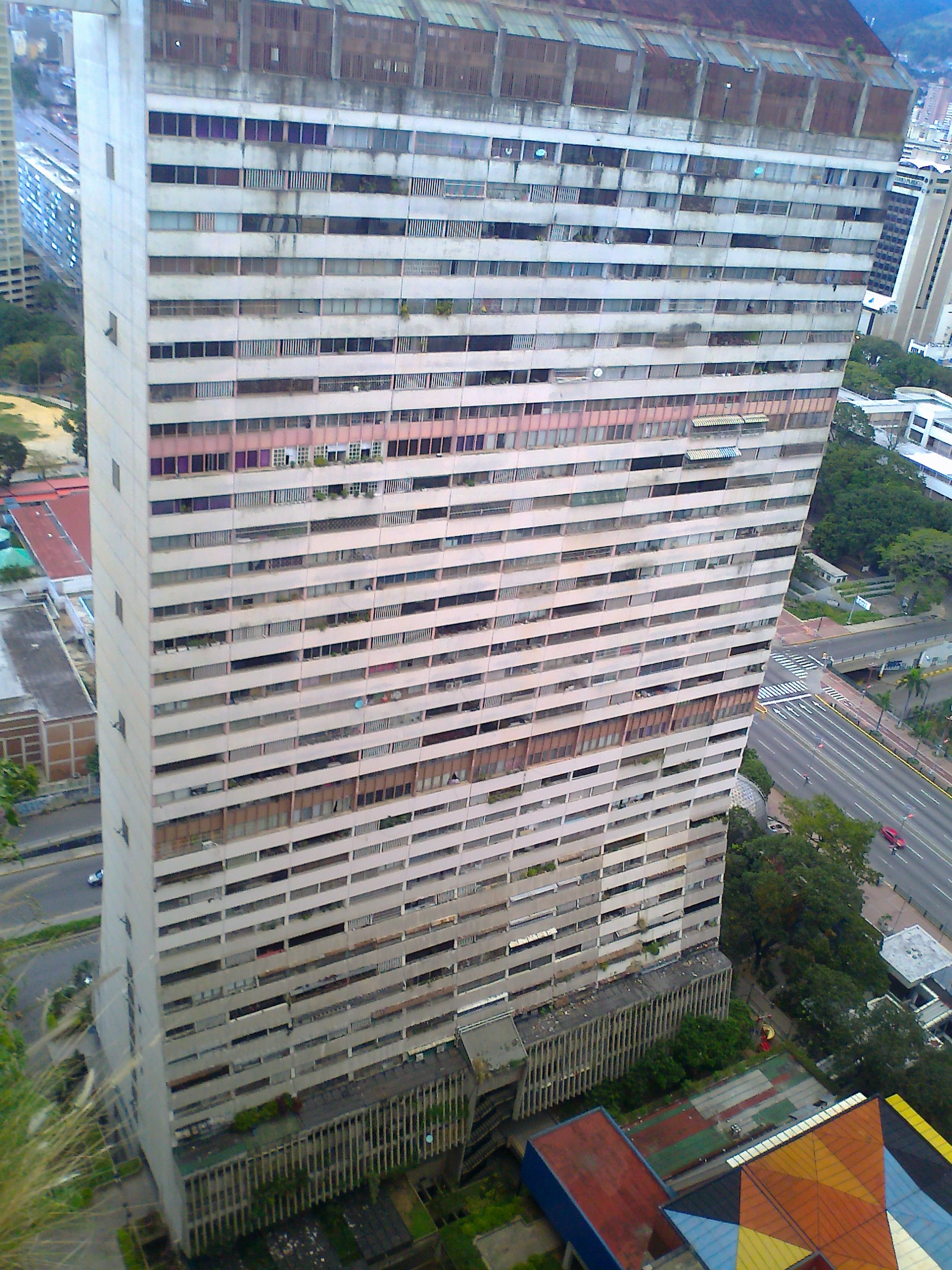
Edificio Tacagua. Al pie, el Museo de los Niños.
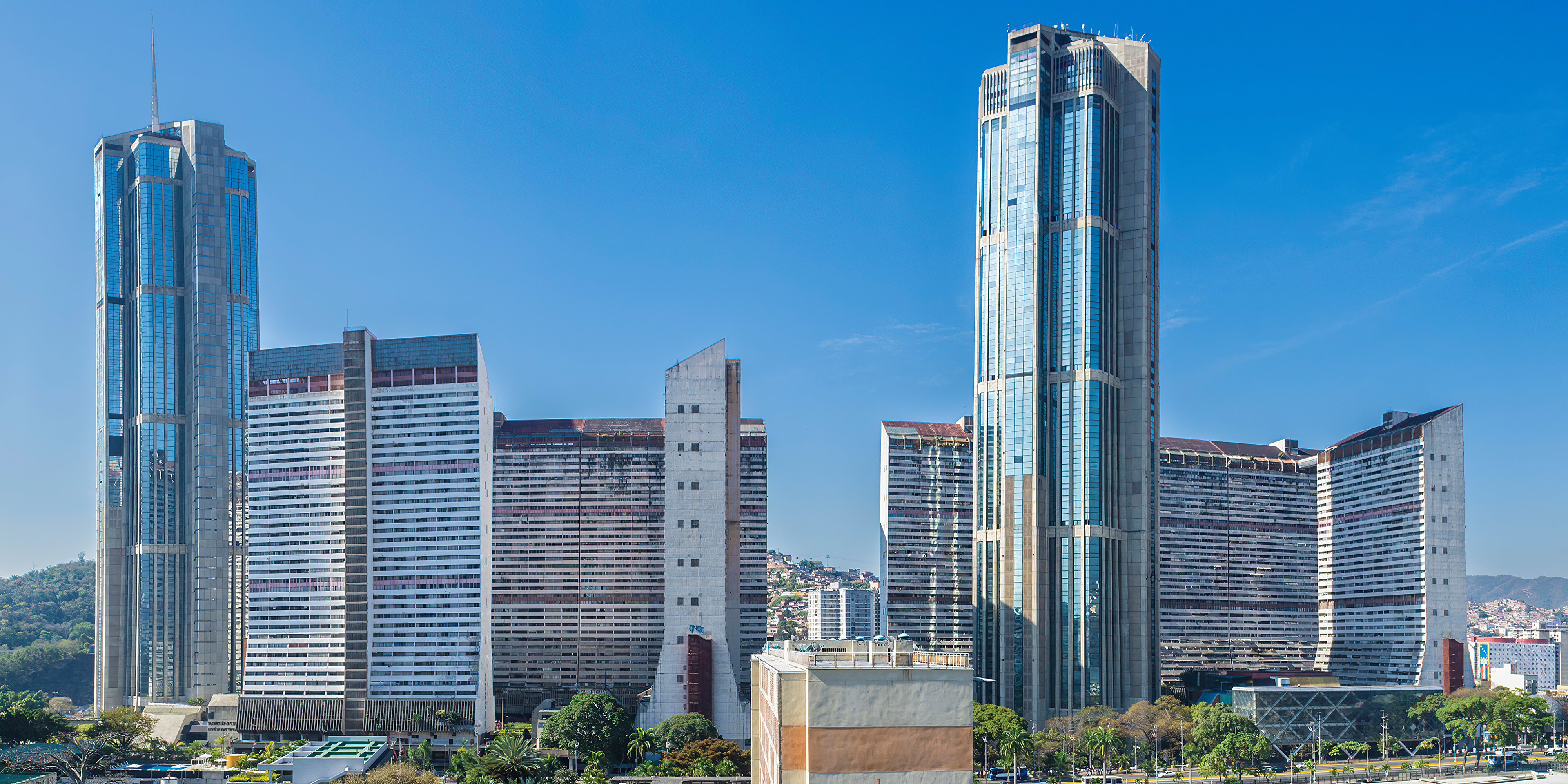

## Cronología
| Predecesor: Torre Phelps             | Edificio más alto de Venezuela 1972 - 1978 (Edificios residenciales) | Sucesor: Centro Financiero Latino                |
| Predecesor: Centro Financiero Latino | Edificio más alto de Venezuela 1979 - Presente                       | Sucesor: Torre Corporativa IME (En construcción) |
| Predecesor: Torre Colpatria          | Edificio más alto de América Latina 1979 -2003                       | Sucesor: Torre Mayor                             |

- Datos: Q4388657
- Multimedia: Parque Central Complex / Q4388657